# Football Club Midtjylland 2015-2016
Questa voce raccoglie le informazioni riguardanti il Football Club Midtjylland nelle competizioni ufficiali della stagione 2015-2016.

## Stagione
La squadra terminò la Superligaen al 3º posto, ottenendo la qualificazione all'UEFA Europa League 2017-2018. In Coppa di Danimarca il cammino si interruppe agli Ottavi di finale, a causa della sconfitta contro il Roskilde per 3 - 2 ai tempi supplementari.
In Europa League, il Midtjylland superò ai play-off gli inglesi del Southampton, ottenendo l'accesso alla fase a gironi. Qui finì secondo nel girone vinto dal Napoli, ottenendo l'accesso ai Sedicesimi di finale, dove fu estromesso dalla competizione per mano del Manchester Utd, nonostante la vittoria per 2-1 nella gara di andata.

## Rosa
| N. |                       | Ruolo | Calciatore        |
| -- | --------------------- | ----- | ----------------- |
| 2  | Danimarca (bandiera)  | D     | Kian Hansen       |
| 3  | Finlandia (bandiera)  | C     | Tim Sparv         |
| 6  | Danimarca (bandiera)  | D     | Jim Larsen        |
| 7  | Danimarca (bandiera)  | C     | Jakob Poulsen     |
| 8  | Svezia (bandiera)     | C     | Petter Andersson  |
| 9  | Danimarca (bandiera)  | A     | Morten Rasmussen  |
| 10 | Austria (bandiera)    | A     | Martin Pušić      |
| 11 | Costa Rica (bandiera) | A     | Marco Ureña       |
| 14 | Rep. Ceca (bandiera)  | A     | Václav Kadlec     |
| 16 | Svezia (bandiera)     | P     | Johan Dahlin      |
| 17 | Svezia (bandiera)     | C     | Kristoffer Olsson |
| 22 | Danimarca (bandiera)  | C     | Mikkel Duelund    |
| 25 | Polonia (bandiera)    | P     | Patryk Wolański   |

| N. |                      | Ruolo | Calciatore           |
| -- | -------------------- | ----- | -------------------- |
| 26 | Danimarca (bandiera) | D     | Patrick Banggaard    |
| 27 | Danimarca (bandiera) | C     | Pione Sisto          |
| 28 | Danimarca (bandiera) | C     | André Rømer          |
| 29 | Danimarca (bandiera) | C     | Jonas Gemmer         |
| 31 | Danimarca (bandiera) | P     | Mikkel Andersen      |
| 32 | Danimarca (bandiera) | D     | Kristian Bak Nielsen |
| 33 | Nigeria (bandiera)   | A     | Paul Onuachu         |
| 36 | Nigeria (bandiera)   | C     | Rilwan Hassan        |
| 41 | Danimarca (bandiera) | D     | Alexander Munksgaard |
| 42 | Nigeria (bandiera)   | C     | David Akintola       |
| 45 | Australia (bandiera) | C     | Awer Mabil           |
| 70 | Rep. Ceca (bandiera) | D     | Filip Novák          |
| 77 | Austria (bandiera)   | C     | Daniel Royer         |

## Risultati

### Europa League

#### Play-off
| Arbitro: | Clément Turpin |

|                      |           |           |
| Rodriguez 56’ (rig.) | Marcatori | 45’ Sparv |

| Arbitro: | Liran Liany |

|               |           |  |
| Rasmussen 28’ | Marcatori |  |

#### Fase a gironi
| Arbitro: | Hüseyin Göçek |

|                       |           |  |
| Kucharczyk 60’ (aut.) | Marcatori |  |

| Arbitro: | Steven McLean |

|             |           |                                 |
| Meunier 79’ | Marcatori | 51’ Sisto 67’ Onuachu 74’ Novák |

| Arbitro: | Serdar Gözübüyük |

|           |           |                                                |
| Pušić 43’ | Marcatori | 19’ Callejón 31’, 40’ Gabbiadini 90+4’ Higuaín |

| Arbitro: | Benoît Bastien |

|                                                             |           |  |
| El Kaddouri 13’ Gabbiadini 23’, 38’ Maggio 54’ Callejón 77’ | Marcatori |  |

| Arbitro: | Andre Marriner |

|              |           |  |
| Prijović 32’ | Marcatori |  |

| Arbitro: | Javier Estrada Fernández |

|           |           |            |
| Sisto 27’ | Marcatori | 68’ Vossen |

#### Sedicesimi di finale
| Arbitro: | Artur Soares Dias |

|                       |           |           |
| Sisto 44’ Onuachu 77’ | Marcatori | 37’ Depay |

| Arbitro: | István Vad |

|                                                                   |           |           |
| Bodurov 32’ (aut.) Rashford 64’, 75’ Herrera 88’ (rig.) Depay 90’ | Marcatori | 28’ Sisto |